# Mount Skylight
Mount Skylight – góra w Stanach Zjednoczonych w paśmie Adirondack. Jej wysokość wynosi 1501 m n.p.m. (United States Geological Survey podaje 1496 m n.p.m.). Jest czwartym najwyższym szczytem w Adirondack.
Administracyjnie góra położona jest w stanie Nowy Jork w hrabstwie Essex.